# Naturschutzgebiet Wallmoor
Koordinaten: 53° 28′ 4,9″ N, 10° 44′ 54,3″ O
Das Naturschutzgebiet Wallmoor ist ein 28 Hektar umfassendes Naturschutzgebiet in Mecklenburg-Vorpommern nördlich von Greese zwischen den Orten Leistenförde und Lüttenmark. Die Unterschutzstellung erfolgte am 1. Oktober 1990 mit dem Ziel, ein Quell- und Durchströmungsmoor mit Bruchwäldern, Feuchtgebüschen und Feuchtwiesen zu erhalten.
Der aktuelle Gebietszustand wird als unbefriedigend angesehen, da die Flächen weiterhin entwässert werden und Nährstoffeinträge aus benachbarten Flächen erfolgen.

## Grünes Band
Das Naturschutzgebiet ist aufgrund der für mehrere Jahrzehnte abgeschiedenen Lage an der innerdeutschen Grenze heute Teil des sogenannten Grünen Bandes. Die Naturschutzgebiete im Bereich des Grünen Bandes in Mecklenburg-Vorpommern sind (von Nord nach Süd) im Biosphärenreservat Schaalsee die NSG Wakenitzniederung, Kammerbruch, Campower Steilufer, Kiekbuschwiesen bei Neuhof, Mechower See, Goldensee, Techin weiterhin die NSG Wallmoor, Pipermoor/Mühlbachtal, Stecknitz-Delvenau sowie im Naturpark Mecklenburgisches Elbetal die NSG Elbhang "Vierwald", Elbdeichvorland, Rüterberg, Binnendünen bei Klein Schmölen und Löcknitztal-Altlauf.